# Фільтр Гаусса
Фільтр Гаусса — електронний фільтр, спроєктований так, щоб не мати перерегулювання у перехідній функції та максимізувати постійну часу. Така поведінка тісно пов'язана з тим, що фільтр Гаусса має мінімально можливу групову затримку.
Фільтр Гаусса зазвичай використовується у цифровому вигляді для обробки двомірних сигналів (зображень) з метою зниження рівня шуму. Крім того, цей фільтр використовується для отримання гаусової модуляції. Цей вид модуляції застосовується у широковідомій системі стільникового зв'язку GSM.